# Roberto Payró

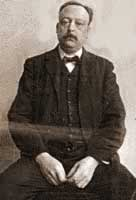
Roberto Payró

Roberto Jorge Payró (* 19. April 1867 in Mercedes, Gran Buenos Aires; † 8. April 1928 in Lomas de Zamora, Partido Lomas de Zamora) war ein argentinischer Schriftsteller und Journalist.

## Leben
Payró war Gründer der Tageszeitung „La Tribuna“ in der Stadt Bahía Blanca, wo er zuvor auch seine ersten Zeitungsartikel veröffentlicht hat. Nach seinem Umzug nach Buenos Aires arbeitete er als Editor bei der Tageszeitung La Nación und nutzte diese Zeit auch, um innerhalb und außerhalb Argentiniens zu reisen.
1895 veröffentlichte er eine Zusammenstellung seiner Artikel in dem Buch „Los italianos en la Argentina“. Seine Reisetagebücher führten zu seinen ersten Romanen: „La Australia Argentina (Excursión periodística a las costas patagónicas)“, „Tierra del Fuego e Islas de los Estados“ und „En las tierras del Inti“. Er schrieb außerdem für „Caras y Caretas“, ein literarisches Journal, das von Fray Mocho herausgegeben wurde.
Während des Ersten Weltkriegs war Payró Korrespondent in Europa. Hier hatte er regelmäßigen Kontakt zu anderen sozialistischen Schriftstellern, darunter Leopoldo Lugones,  José Ingenieros und Ernesto de la Cárcara. Zurück in Argentinien, schließt er sich der sozialkritischen Grupo Boedo an, deren bekanntestes Mitglied Roberto Arlt war. 
Payrós Romane sind geprägt durch einen einzigartigen ironischen Sprachstil. Er benutzte Menschentypen und alltägliche Situationen, um das Leben der italienischen Einwanderer darzustellen. In „Divertidas aventuras del nieto de Juan Moreira“ erzählt er von der politischen Karriere eines Provinzlers. Payró schrieb außerdem historische Romane wie „El falso Inca, una serie de cuentos publicados bajo el nombre de Pago Chico“. Sein letztes Werk, „Nuevos cuentos de Pago Chico“, erschien erst nach seinem Tod.

## Werke

### Romane
- Canción trágica, 1900
- Sobre las ruinas, 1904
- El falso Inca, 1905
- Marco Severi, 1905
- El casamiento de Laucha, 1906
- El triunfo de los otros, 1907
- En las tierras del Inti, 1909
- Divertidas aventuras del nieto de Juan Moreira, 1910
- Vivir quiero conmigo, 1923
- El capitán Vergara, 1925
- Fuego en el rastrojo, 1925
- El mar dulce, 1927
- Alegría, 1928
- Mientraiga, 1928

### Kurzgeschichten und andere Veröffentlichungen
- Los italianos en la Argentina, 1895
- La Australia Argentina, 1898
- Pago Chico, 1908
- Violines y toneles, 1908
- Historias de Pago Chico,  1920
- Nuevos cuentos de Pago Chico, 1929

| Personendaten    | Personendaten                                |
| ---------------- | -------------------------------------------- |
| NAME             | Payró, Roberto                               |
| ALTERNATIVNAMEN  | Payró, Roberto Jorge (vollständiger Name)    |
| KURZBESCHREIBUNG | argentinischer Schriftsteller und Journalist |
| GEBURTSDATUM     | 19. April 1867                               |
| GEBURTSORT       | Mercedes (Buenos Aires)                      |
| STERBEDATUM      | 8. April 1928                                |
| STERBEORT        | Lomas de Zamora, Argentinien                 |